# Jeu d'amour interdit
Pour plus de détails, voir Fiche technique et Distribution.
Jeu d'amour interdit (Juego de amor prohibido) est un film espagnol réalisé par Eloy de la Iglesia en 1975. C'est un drame abordant les thèmes de l'homosexualité et de la bisexualité, des relations entre professeurs et élèves, de l'inceste, du sadisme et du masochisme ainsi que de la pensée totalitaire, dans une perspective symboliste mais sans signification transparent. Plusieurs scènes du film ont été censurées à sa sortie.

## Synopsis
Luis, âgé d'environ 45 ans, est professeur dans une université mixte d'Espagne dans les années 1970. Lors de son dernier cours avant les vacances, il remarque deux étudiants, Julia et Miguel, occupés à regarder une carte routière. Après la fin du cours, alors qu'il rentre chez lui en voiture, Luis aperçoit les deux mêmes étudiants occupés à faire de l'auto-stop. Il s'arrête et les prend dans sa voiture, puis leur propose de dormir chez lui la nuit avant de reprendre leur route le lendemain. Célibataire, Luis vit dans une vaste demeure aux allures de manoir jouxtée d'un grand jardin : il est le dernier héritier d'une riche famille et donne des cours purement pour se distraire. Luis fait les honneurs de sa demeure à Julia et Miguel, notamment sa collection d'armes à feu et ses disques de Wagner. Luis leur présente Jaime, un homme d'une trentaine d'années, qui vit chez lui. Luis entretient visiblement une relation particulière avec Jaime, qui semble se comporter avec lui comme un serviteur avec son maître, sans se définir comme tel, et sans être non plus son ami. Après un repas succulent, Luis conduit les deux jeunes gens à une chambre à la décoration chargée où ils dormiront dans le même lit pour la première fois. Julia et Miguel font l'amour tandis que Luis et Jaime passent la soirée de leur côté.
Le lendemain, quand Julia et Miguel veulent quitter la maison, Luis s'y refuse et Jaime les tient sous la menace d'un pistolet. Luis et Miguel se retrouvent enfermés dans la cave de la maison. Au fil des jours, leurs tentatives de résistance sont brisées par Luis, qui les menace et les humilie sans les blesser lui-même. Il force Luis à baisser son pantalon, tend un piège aux jeunes gens en laissant un faux pistolet à leur portée pour leur faire croire qu'ils pourraient s'échapper, contraint Luis à fouetter Julia avec une verge, le tout avec la complicité de Jaime, qui semble vivre toujours à l'intérieur de la demeure.
À la fin des vacances, Luis doit repartir un matin pour donner ses cours. Il est interrogé par la police qui recherche les étudiants disparus. Les étudiants de l'université gardent le silence, jusqu'à ce que l'un d'eux révèle que Julia et Miguel, qui sont frère et sœur, avaient formé le projet de s'enfuir pour pouvoir assouvir un amour incestueux. Pendant l'absence de Luis, Julia et Miguel tendent un guet-apens à Jaime et le font parler : criminel en fuite, il s'est fait héberger par Luis, puis s'est trouvé contraint de vivre enfermé chez lui faute de pouvoir reparaître ailleurs
Au retour de Luis, ses trois hôtes se sont ligués contre lui et le font à leur tour prisonnier. Julia et Miguel sont désormais libres de partir. Au lieu de cela, ils restent dans la maison, saccagent le grand salon et endossent la posture dominatrice et humiliante que leur a inculquée Luis. Luis, amateur de théâtre, se voit contraint de jouer pour eux Macbeth, puis enfermé dans la cave. Les trois anciens prisonniers lui soutirent de l'argent et Miguel, déguisé, va acheter en ville des disques, des affiches, des vêtements de luxe et de la nourriture coûteuse. Pendant l'absence de Miguel, Jaime séduit Julia et couche avec elle. Les trois anciens prisonniers vivent de festins et font des jeux érotiques à trois. Dans la cave, Luis se tranche les poignets. Les étudiants le découvrent et pansent ses plaies en catastrophe ; Miguel veut appeler une ambulance mais Jaime le lui interdit violemment et les deux hommes se battent. Julia les sépare avec autorité et les soigne. De retour à la cave, Julia recueille les dernières paroles de Luis, qui la supplie de le laisser mourir et en profite pour l'inciter à se montrer à son tour autoritaire. Luis meurt. Le lendemain, les trois autres jettent son cadavre lesté dans le lac du jardin. Quand le film se termine, tous trois restent encore dans la maison et Julia a manifestement pris l'ascendant sur les deux hommes.

## Fiche technique
- Titre : Jeu d'amour interdit[2]
- Titre original : Juego de amor prohibido
- Réalisation : Eloy de la Iglesia
- Scénario : Eloy de la Iglesia, Juan A. Porto
- Pays  Espagne
- Durée : 100 minutes environ
- Cadrage : 1,66:1, couleur
- Son : Mono
- Date de sortie : 1975 (Espagne)

## Distribution
- Javier Escrima : Luis
- Simón Andreu : Jaime
- Inma de Santis (en) : Julia
- John Moulder-Brown : Miguel

## Éditions en vidéo
Le film est édité en DVD en Espagne par Divisa Home Video en 2004. Le DVD inclut le son original espagnol en mono ainsi que le son en Dolby Digital 5.1 réalisé à partir du son d'origine (il ne contient ni sous-titres ni doublages dans d'autres langues). Les bonus comprennent une galerie de photos, les biographie et filmographie du réalisateur, des fiches sur les acteurs, et des fiches d'analyse "La mansió de los siete placeres". 